# Motorpoint Arena Cardiff
Motorpoint Arena Cardiff (voorheen bekend als Cardiff International Arena en ook als de CIA ) is een overdekt expositiecentrum en evenementenarena in Cardiff, de hoofdstad van Wales. De arena werd op 10 september 1993 geopend door zanger Shirley Bassey . De huidige naam is te danken aan een vijfjarige sponsorovereenkomst. Het is de grootste tentoonstellingsfaciliteit van Cardiff. De bovenverdieping van het gebouw staat bekend als het World Trade Center.

## Evenementen
Motorpoint Arena Cardiff heeft al vele nationale en internationale evenementen georganiseerd, zoals concerten, sport en comedy-uitvoeringen.

### Muziek
Sinds de opening zijn er talloze concerten geweest. Artiesten die er al speelden zijn Bring Me The Horizon, Mariah Carey, Céline Dion, George Michael, Kylie Minogue, Beyoncé, Katy Perry, Metallica, The Script, New Kids on the Block, Take That, Paloma Faith, Gary Barlow . Avril Lavigne, Liam Gallagher, Iron Maiden, Alice Cooper, Dio, Meat Loaf, Pink, Gwen Stefani, Girls Aloud, Sugababes, Gabrielle, Jessie J, Steps, Little Mix, Anastacia, Fifth Harmony, Ellie Goulding, Olly Murs, Ella Eyre, John Newman, Westlife, Dua Lipa, Nicki Minaj, Noel Gallagher's High Flying Birds, The Killers, Biffy Clyro, The Prodigy, The Nolans, The Beach Boys en lokale favorieten Catatonia en de Manic Street Preachers .